# Conotrachelus elegans
Espèce
Conotrachelus elegans est une espèce d'insectes coléoptères de la sous-famille des Molytinae et de la tribu des Conotrachelini. Elle est trouvée en Amérique du Nord. Elle se nourrit de la galle formée par Phylloxera caryaecaulis sur les caryers (genre Carya) et notamment sur le pacanier (Carya illinoinensis).

## Nom et description
Frederick Ernst Melsheimer, à la page 90 de son catalogue des coléoptères des États-Unis, décrit aussi l' espèce, bien qu'avec la mention entre parenthèses du mot Cryptorh.. Faisait-il allusion à Cryptorhynchus elegans? ou proposait-il le déplacement de l'espèce dans ce genre?